# Lucretilis Mons
Lucretilis Mons va ser el nom d'una muntanya al país dels sabins, que només menciona Horaci, i l'anomena "l'agradable Lucretilis". Diu que les seves ombres podrien atreure fins i tot al mateix Faune des de les muntanyes on habitava. D'allò que en diu el poeta es dedueix que estava situat vora la vil·la que tenia en terra dels sabins, però no estableix amb certesa la seva localització, encara que se sap que és el modern Monte Genaro, una muntanya elevada que s'aixeca a l'oest de Licenza i destaca sobre la plana de la Campània. És un dels pics més evidents dels Apenins vistos des de Roma. La part que dona a la plana és abrupta i escarpada, però la banda al territori dels sabins és suau i acollidora, i mereix el nom d'amoenus que li dona el poeta.
El punt més alt és d'uns 1.307 metres, però no es pot establir si el nom de Lucretilis Mons s'aplicava només al cim o també feia referència a totes les muntanes a la vora de la vall de Licenza.